# Valle de Locumba
El Valle de Locumba es una cuenca hidrográfica del río Locumba, ubicada en la provincia de Jorge Basadre, del Departamento de Tacna, Perú. Se le considera un valle inter andino, y se encuentra a unos 85 km de Tacna.
Es un valle angosto, que corresponde a la zona baja del río Locumba, hasta su desembocadura en el Océano Pacífico, donde se producen ajíes y vides, destacando los derivados de las últimas, como el vino y el pisco.